# 日本美術名宝展
日本美術名宝展（にほんびじゅつめいほうてん）とは、昭和天皇の在位60年を記念して1986年（昭和61年）に開催された展覧会。

## 開催会場および期間
- 東京国立博物館 - 1986年9月23日から10月19日
- 京都国立博物館 - 1986年11月1日から11月30日

## おもな展示品
- 聖徳太子像
- 吉祥天像（薬師寺）
- 紫檀木画琵琶
- 沈香木画箱
- 平螺鈿背八角鏡
- 紫式部日記絵巻
- 平治物語絵巻
- 平家納経（厳島神社）
- 蒙古襲来絵詞
- 源頼朝像（神護寺）
- 瓢鮎図（如拙・退蔵院）
- 秋冬山水図（雪舟）
- 天橋立図（雪舟）
- 洛中洛外図屏風（舟木本）
- 秋草蒔絵書箪笥（高台寺）
- 浜松図屏風（海北友松）
- 檜図屏風（狩野永徳）
- 松林図屏風（長谷川等伯）
- 舟橋蒔絵硯箱（本阿弥光悦）
- 風神雷神図屏風（俵屋宗達）
- 鶴下絵和歌巻（本阿弥光悦・俵屋宗達）
- 八橋蒔絵硯箱（尾形光琳）
- 色絵月梅図茶壷（野々村仁清）
- 楼閣山水図屏風（池大雅）
- 群鶏図（伊藤若冲）

## 書籍
- 『日本美術名宝展 ― 特別展 御在位六十年記念』（1986年、日本テレビ放送網）